# Campeonato regional de fútbol de Boavista 2013-14
El campeonato regional de Boavista 2013-14 es el campeonato que se juega en la isla de Boavista. Empezó el 21 de diciembre de 2013 y terminó el 30 de marzo de 2014. El torneo lo organiza la federación de fútbol de Boavista. Onze Estrelas es el equipo defensor del título.
El Académica Operária quedó campeón, lo que de dio una plaza para jugar el campeonato caboverdiano de fútbol.

## Equipos participantes
- Académica Operária
- África Show
- Desportivo da Estância Baixo
- Juventude Clube do Norte
- Onze Estrelas
- Sport Clube Sal Rei
- Sanjoanense
- Sporting Clube Boavista

## Tabla de posiciones
Actualizado a 30 de marzo de 2014
|   | Equipo                       | PJ | PG | PE | PP | GF | GC | DG  | PTS |
| - | ---------------------------- | -- | -- | -- | -- | -- | -- | --- | --- |
| 1 | Académica Operária           | 14 | 11 | 1  | 2  | 34 | 11 | +23 | 34  |
| 2 | Sport Clube Sal Rei          | 14 | 10 | 1  | 3  | 25 | 15 | +10 | 31  |
| 3 | Onze Estrelas                | 14 | 8  | 1  | 5  | 22 | 13 | +9  | 25  |
| 4 | Juventude Clube do Norte     | 14 | 6  | 2  | 6  | 25 | 25 | 0   | 20  |
| 5 | África Show                  | 14 | 5  | 2  | 7  | 20 | 21 | -1  | 17  |
| 6 | Sporting Clube Boavista      | 14 | 5  | 0  | 9  | 20 | 30 | -10 | 15  |
| 7 | Sanjoanense                  | 14 | 3  | 2  | 9  | 12 | 25 | -13 | 11  |
| 8 | Desportivo da Estância Baixo | 14 | 2  | 3  | 9  | 11 | 29 | -18 | 9   |

## Resultados
| Sporting Boavista | 2 - 1 | Estância Baixo     | 21 de diciembre |
| Juventude         | 2 - 1 | Onze Estrelas      | 21 de diciembre |
| Sal Rei           | 2 - 1 | Académica Operária | 22 de diciembre |
| Sanjoanense       | 0 - 0 | África Show        | 22 de diciembre |

| Sal Rei           | 0 - 1 | Juventude          | 4 de enero |
| Estância Baixo    | 3 - 2 | Sanjoanense        | 4 de enero |
| África Show       | 1 - 2 | Onze Estrelas      | 5 de enero |
| Sporting Boavista | 0 - 1 | Académica Operária | 5 de enero |

| Sal Rei           | 3 - 1 | África Show        | 11 de enero |
| Sporting Boavista | 2 - 1 | Sanjoanense        | 11 de enero |
| Juventude         | 2 - 5 | Académica Operária | 12 de enero |
| Estância Baixo    | 0 - 0 | Onze Estrelas      | 12 de enero |

| Juventude         | 1 - 4 | África Show        | 18 de enero |
| Sporting Boavista | 1 - 2 | Onze Estrelas      | 18 de enero |
| Sal Rei           | 0 - 1 | Estância Baixo     | 19 de enero |
| Sanjoanense       | 0 - 2 | Académica Operária | 19 de enero |

| Sanjoanense       | 0 - 3 | Onze Estrelas      | 25 de enero |
| África Show       | 0 - 2 | Académica Operária | 25 de enero |
| Juventude         | 1 - 1 | Estância Baixo     | 26 de enero |
| Sporting Boavista | 3 - 0 | Sal Rei            | 26 de enero |

| Onze Estrelas | 0 - 1 | Académica Operária | 1 de febrero |
| Sanjoanense   | 0 - 5 | Sal Rei            | 1 de febrero |
| Juventude     | 2 - 1 | Sporting Boavista  | 2 de febrero |
| África Show   | 2 - 1 | Estância Baixo     | 2 de febrero |

| Onze Estrelas  | 2 - 3 | Sal Rei            | 8 de febrero |
| Estância Baixo | 0 - 6 | Académica Operária | 8 de febrero |
| África Show    | 2 - 3 | Sporting Boavista  | 9 de febrero |
| Sanjoanense    | 2 - 0 | Juventude          | 9 de febrero |

| África Show        | 0 - 1 | Sanjoanense       | 15 de febrero |
| Académica Operária | 1 - 2 | Sal Rei           | 15 de febrero |
| Onze Estrelas      | 3 - 1 | Juventude         | 16 de febrero |
| Estância Baixo     | 1 - 3 | Sporting Boavista | 16 de febrero |

| Académica Operária | 5 - 1 | Sporting Boavista | 22 de febrero |
| Onze Estrelas      | 3 - 1 | África Show       | 22 de febrero |
| Sanjoanense        | 1 - 1 | Estância Baixo    | 23 de febrero |
| Juventude          | 1 - 1 | Sal Rei           | 23 de febrero |

| Onze Estrelas      | 1 - 0 | Estância Baixo    | 1 de marzo |
| Académica Operária | 2 - 1 | Juventude         | 1 de marzo |
| Sanjoanense        | 2 - 1 | Sporting Boavista | 2 de marzo |
| África Show        | 1 - 2 | Sal Rei           | 2 de marzo |

| Académica Operária | 3 - 1 | Sanjoanense       | 8 de marzo |
| Estância Baixo     | 1 - 2 | Sal Rei           | 8 de marzo |
| Onze Estrelas      | 4 - 1 | Sporting Boavista | 9 de marzo |
| África Show        | 4 - 1 | Juventude         | 9 de marzo |

| Sal Rei            | 2 - 1 | Sporting Boavista | 15 de marzo |
| Estância Baixo     | 0 - 5 | Juventude         | 15 de marzo |
| Académica Operária | 1 - 1 | África Show       | 16 de marzo |
| Onze Estrelas      | 1 - 0 | Sanjoanense       | 9 de marzo  |

| Estância Baixo     | 0 - 1 | África Show   | 22 de marzo |
| Sporting Boavista  | 0 - 5 | Juventude     | 22 de marzo |
| Sal Rei            | 2 - 1 | Sanjoanense   | 23 de marzo |
| Académica Operária | 1 - 0 | Onze Estrelas | 23 de marzo |

| Juventude          | 2 - 1 | Sanjoanense    | 29 de marzo |
| Sporting Boavista  | 1 - 2 | África Show    | 29 de marzo |
| Académica Operária | 3 - 1 | Estância Baixo | 30 de marzo |
| Sal Rei            | 1 - 0 | Onze Estrelas  | 30 de marzo |

### Evolución de las posiciones
| Equipo / Jornada         | 01 | 02 | 03 | 04 | 05 | 06 | 07 | 08 | 09 | 10 | 11 | 12 | 13 | 14 |
| ------------------------ | -- | -- | -- | -- | -- | -- | -- | -- | -- | -- | -- | -- | -- | -- |
| Académica Operária       | 6  | 6  | 1  | 1  | 1  | 1  | 1  | 1  | 1  | 1  | 1  | 1  | 1  | 1  |
| África Show              | 4  | 8  | 8  | 7  | 7  | 7  | 7  | 7  | 8  | 8  | 7  | 6  | 6  | 5  |
| Estância Baixo           | 7  | 2  | 5  | 2  | 4  | 6  | 6  | 6  | 6  | 7  | 8  | 8  | 8  | 8  |
| Juventude Clube do Norte | 1  | 1  | 4  | 6  | 5  | 3  | 5  | 5  | 5  | 5  | 6  | 5  | 4  | 4  |
| Onze Estrelas            | 8  | 3  | 6  | 3  | 2  | 2  | 4  | 4  | 2  | 2  | 2  | 2  | 3  | 3  |
| Sport Clube Sal Rei      | 2  | 4  | 2  | 4  | 6  | 4  | 2  | 2  | 3  | 3  | 3  | 3  | 2  | 2  |
| Sanjoanense              | 7  | 7  | 7  | 8  | 8  | 8  | 8  | 8  | 7  | 6  | 5  | 7  | 7  | 7  |
| Sporting Clube Boavista  | 3  | 5  | 3  | 5  | 3  | 5  | 3  | 3  | 4  | 4  | 4  | 4  | 5  | 6  |

| Campeón Académica Operária 18.o título |

## Estadísticas
- Mayor goleada: Estância Baixo 0 - 6 Académica Operária (8 de febrero)
- Partido con más goles: Estância Baixo 0 - 6 Académica Operária (8 de febrero)